# Kemmelberg

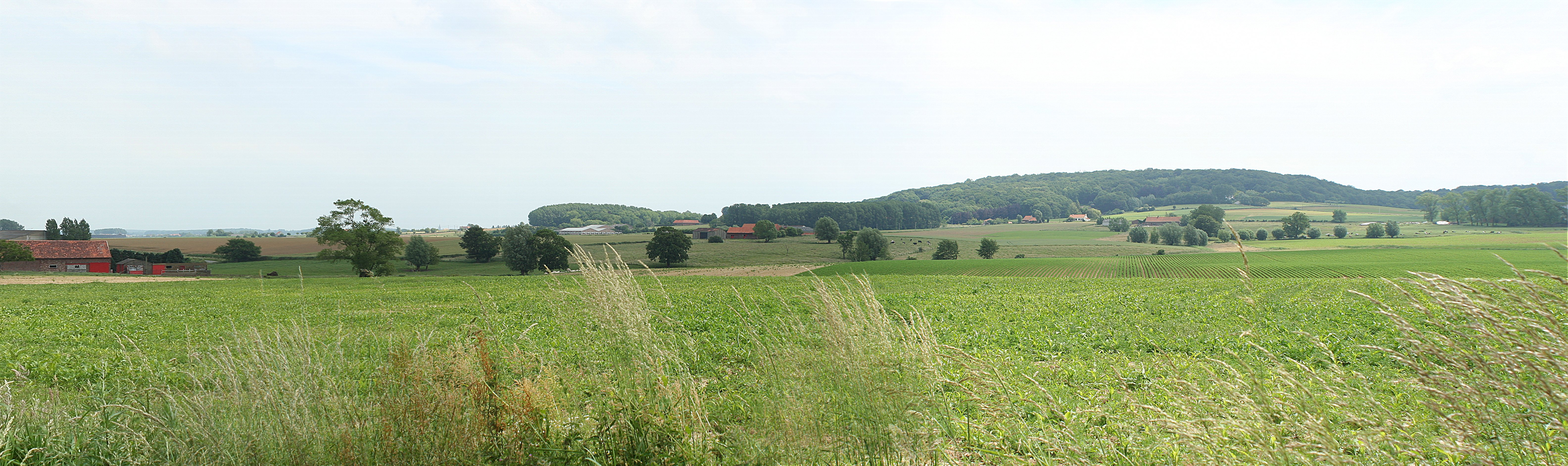
Kemmelberg

Der Kemmelberg, auch kurz der Kemmel genannt, ist eine Erhebung nahe dem Ort Kemmel in der Gemeinde Heuvelland (Provinz Westflandern) in Belgien. Der bewaldete Berg erreicht eine Höhe von 154 m und ist damit die höchste Erhebung der Provinz Westflandern. Er gehört zu einer Kette flämischer Berge. In der Nähe der Bergspitze befindet sich ein frühgotischer Turm. Der Berg erlangte im Ersten Weltkrieg als militärstrategisch wichtiger Punkt eine besondere Bedeutung. Am westlichen Berghang kennzeichnet daher ein Obelisk die Stelle einer Grabanlage für französische Soldaten, auf dem Gipfel selbst steht ein Kriegsdenkmal. Die Anhöhe und ihre Umgebung ist heute ein landschaftlich reizvolles und beliebtes Ausflugsziel. Der bis zu 23 % steile mit Kopfstein gepflasterte Anstieg ist ein Höhepunkt des Radsportklassikers Gent–Wevelgem.

## Geschichte

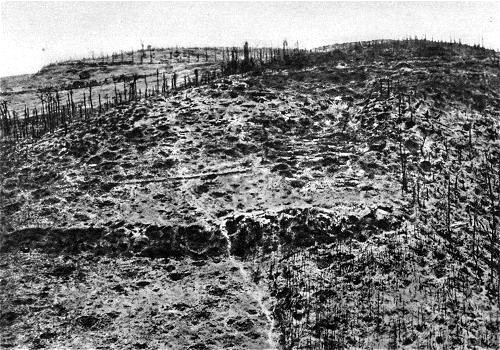
Kemmelberg nach den Kämpfen von 1918

Während des Ersten Weltkrieges nutzte die Entente den Kemmelberg zur Beobachtung des Umlands und koordinierten die Artillerie von dort. Während der Vierten Flandernschlacht wurde diese stark befestigte Stellung am 25. April 1918 vom Bayerischen Leibregiment unter Franz Ritter von Epp (Alpenkorps) eingenommen. Hieran erinnern in Deutschland die späteren Benennungen von Straßen (z. B. Kemmel-Privatweg in Magdeburg) und Kasernen (z. B. die ehemalige Kemmelkaserne in Murnau (erbaut 1935) – heute das Gewerbegebiet „Kemmelpark“). Von 1952 bis 1956 wurde auf dem Kemmelberg ein Kommandobunker der belgischen Armee erbaut, der seit 2010 besichtigt werden kann.
An die Geschehnisse des Ersten Weltkriegs erinnern ein Den Engel genanntes Denkmal auf dem Kammweg sowie ein französisches Beinhaus am Fuße des nordwestlichen Anstiegs.

## Radsport

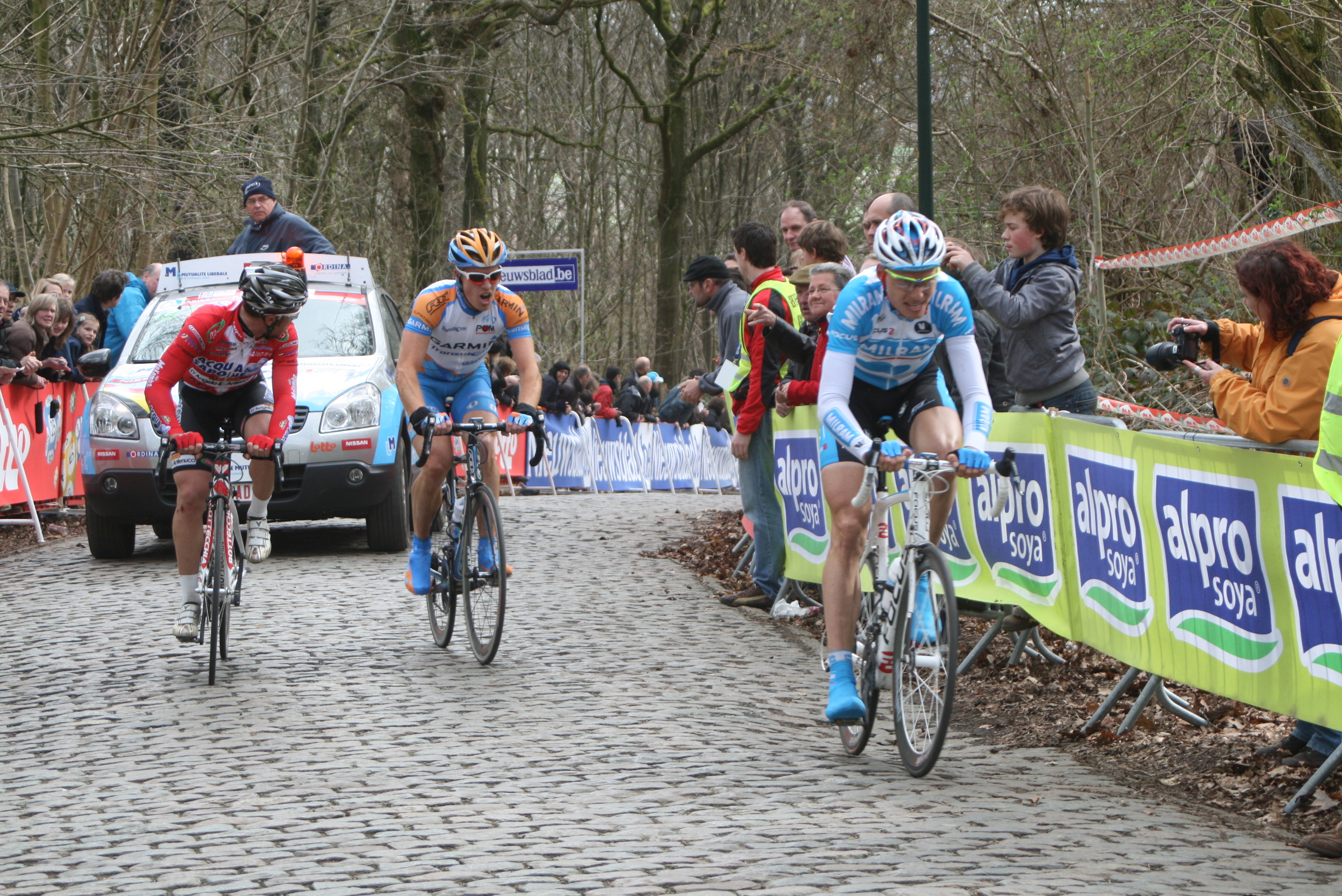
Passage des Kemmelbergs beim Radsportklassiker Gent-Wevelgem 2010

Der mehrfach zu befahrende Anstieg zum Kemmelberg stellt einen Höhepunkt des Eintagesradrennens Gent-Wevelgem dar. Er bringt oft eine Vorentscheidung des Rennens, zumal es sich um den letzten Anstieg vor einer 40 Kilometer langen, flachen Passage über Ypern bis nach Wevelgem handelt. Der Kemmelberg wird dabei sowohl von Nordwesten als auch von Südosten befahren, beide Anstiege sind mit Kopfstein gepflastert, während die flache Passage auf dem Kammweg asphaltiert ist. Um eine Abfahrt auf Kopfsteinpflaster zu vermeiden, die insbesondere bei Regen gefährlich wäre, erfolgt die Abfahrt jeweils über den schmalen Klokhofweg, der von der Mitte des Kammwegs abzweigt. Mit einer Steigung von bis zu 23 % gehören die Anstiege zu den schwierigsten Anstiegen der Frühjahrsklassiker.
Darüber hinaus wird der Kemmelberg unter anderem bei den Drei Tagen von Westflandern und bei den Vier Tagen von Dünkirchen befahren.